# 平沼義之
平沼 義之（ひらぬま よしゆき、1977年〈昭和52年〉10月13日 - ）は、日本のフリーライター。
廃道・廃線・隧道愛好家。通称はヨッキれん。

## 略歴
千葉県松戸市生まれ。後に神奈川県横浜市鶴見区に転居し、さらに小学校6年生の時に秋田県秋田市に転居した。
中学から高校生時代にかけ、廃道や廃鉱山、森林鉄道跡など過去の産業遺産などが豊富な環境にあった秋田県で、探検趣味を昂じさせ、主として機動力の高い自転車や徒歩による廃道踏破を本格的な趣味とするようになる。
成人後、秋田県でコンビニエンスストアローソン店員・店長として勤務するかたわら、2001年に自らのWebサイト『山さ行がねが 』（「山に行かないか」の意。略称『山行が』）において、東北地方の山岳地帯を中心とした廃道・旧道などの踏破探索レポートの発表を開始した。
先行していた鉄道廃線・廃墟建築などの探索趣味から派生した近代廃道等を考証・探索する趣味的Webサイトは2000年前後から複数現れつつあったが、その中でも『山さ行がねが』は、写真だけでなく地図検証、文献考証などを交えたテキスト重視の克明なレポート内容と、北東北の知られざる廃道・産業遺跡等についての旺盛な探索を継続的に発表し、多くのアクセスを得た。また、平沼はインターネットでの発表を通じて同好の趣味者（廃道愛好家）と交流しその活動の範囲を広げ、2005年7月からは永冨謙と共同で廃道趣味のwebマガジンを発行する新たな試みを開始した。
2005年、廃道趣味を専門とするフリーライターとして活動していくことを志し、2007年1月に秋田県を離れて上京。2008年には廃道愛好家らと共著で初の商業出版物『廃道をゆく』を刊行し、その後も『廃道本』、『廃道をゆく2』などを共著で刊行している。
2019年12月に秋田へUターンした。

## 人物
- 探索時には主に徒歩と自転車（マウンテンバイク）で行動し、現場までは専ら輪行か愛車での移動方法をとる。愛車は長らく「ワルクード」と称した1994年式スズキ・エスクードノマドを使用していたが、車検や部品調達等の諸問題が重なったために手放し[8]、2014年12月8日に日産・エクストレイル（初代後期型）へと乗り換えている[9]。20代半ばに運転免許を取得する以前は、自転車を分解しての鉄道輪行の他、必要に応じ、探索場所まで数10km-100km単位を夜昼問わず自転車で自力走破するという鉄人ぶりも発揮していた。『山さ行がねが』の初期レポート複数に事例がある。
- 自転車移動は基本的に機動力が高く、またかつて車道であった道に再び車輪の付いた乗り物を通すというポリシーもあって、可能な限り自転車を用いての廃道・難関突破を志し、通常では到底困難と思われるシチュエーションにおいても自転車同伴での隘路突破を成功させている。しかしその経験から危険にも敏感で、高度な難所は自転車回収作業の手間を承知のうえで徒歩移動するなど、臨機応変な探索行動をおこなう。
- デジタルカメラによる写真記録を日頃からレポートに駆使するが、深山幽谷を踏破する過酷な環境でカメラを多用するため、水没や落下でカメラ多数を破損させている。廃道の探索時に心が動いたり、辛いことがあったとき、ほっとしたときなどにはカメラで自分撮りを行う。
- 猫が大好きで、「ぬこ」という独特の呼び方をして親しんでいる。また、廃隧道内に生息するハクビシンを、「隧道猫」と呼び親しんでいる[10]。キノコも好きで、一緒に探索する事がある盟友とはキノコで気が合うこともあるほど。
- 最近ではカモ、アヒル、ハクチョウ等の水鳥全般も大好きとのことで、その事をウィキペディアに載せてほしいと本人自らSNSで発信するというお茶目な一面もある。
- 著述やテレビ出演なども多いが、基本的な生計は、サイト『山さ行がねが』の多数閲覧によるアフィリエイト報酬に拠っている[4]。

## 著書・作品

### 監修・編集
- “WEBマガジン 日本の廃道” (2005年7月). 2020年8月17日閲覧。
- “横須賀トンネルマップ” (PDF). 横須賀市観光情報サイト「ここはヨコスカ」.   横須賀集客促進実行委員会 (2013年10月). 2020年9月4日閲覧。
- “横須賀トンネルカードマップ2018” (PDF). 横須賀市観光情報サイト「ここはヨコスカ」.   横須賀集客促進実行委員会 (2018年1月). 2020年9月4日閲覧。
- 桑佳あさ (2023年6月23日). “はいどう！”. コミックキューン.   KADOKAWA・メディアファクトリー. 2024年8月22日閲覧。

### 単著
- 平沼義之『大研究 日本の道路120万キロ』実業之日本社〈じっぴコンパクト新書〉、2013年3月15日。ISBN 9784408109831。
- 平沼義之『国道？酷道！？日本の道路120万キロ大研究』実業之日本社〈じっぴコンパクト文庫〉、2015年7月16日。ISBN 9784408456539。
- 平沼義之『廃道探索 山さ行がねが』実業之日本社〈じっぴコンパクト文庫〉、2016年7月30日。ISBN 9784408456713。
- 平沼義之『廃道踏破 山さ行がねが 伝説の道編』実業之日本社〈じっぴコンパクト文庫〉、2017年9月5日。ISBN 9784408456904。
- 平沼義之『日本の道路122万キロ大研究 増補改訂版』実業之日本社〈じっぴコンパクト新書〉、2021年12月2日。ISBN 9784408339924。

### 共著
- 『酷道をゆく2』イカロス出版、2008年7月15日。ISBN 9784863200722。
- 『廃道をゆく』イカロス出版、2008年10月31日。ISBN 9784863201118。
- 平沼義之、永冨謙『廃道本』実業之日本社、2008年11月8日。ISBN 9784408030043。
- 『廃線跡の記録』三才ブックス、2010年3月18日。ISBN 9784861992223。
- 『廃道をゆく2』イカロス出版、2010年4月26日。ISBN 9784863203129。
- 『廃線跡の記録2』三才ブックス、2011年3月29日。ISBN 9784861993343。
- 『廃道をゆく3』イカロス出版、2011年4月27日。ISBN 9784863204478。
- 平沼義之、丸田祥三『廃道　棄てられし道』実業之日本社、2011年11月17日。ISBN 9784408008387。
- 『廃線跡の記録3』三才ブックス、2012年3月10日。ISBN 9784861994517。
- 『廃道をゆく4』イカロス出版、2012年11月29日。ISBN 9784863206625。
- 平沼義之、一幡公平、竹内昭、小野俊之ほか『廃線跡の記録4』三才ブックス、2013年4月18日。ISBN 9784861995866。

## 出演

### 講演・イベント
- 『廃道ツアー』（2009年5月24日　新青梅街道黒川通り）
- 『廃道ナイト』（2009年9月6日　東京カルチャーカルチャー）
- 『酷道×廃道　2009大忘年会』（2009年11月29日　Asagaya/Loft A）
- 『横須賀隧道めぐり』（2009年12月5日・12日　横須賀市）
- 『廃道ナイト! 2010早春　オブローダー総決起集会!!』（2010年1月30日　東京カルチャーカルチャー）
- 『廃道ナイトin大阪』（2010年5月15日　ジャングル）
- 『廃道ナイトアネックスin新宿JUNK』（2010年6月18日　ジュンク堂新宿店）
- 『廃道歩きの魅力を語る』（2010年6月19日　三省堂カルチャーステーション千葉）
- 『廃道ナイト3! 2010秋! 〜最高に廃道が好きな俺たち私たち』（2010年10月16日　東京カルチャーカルチャー）
- 『廃道ナイトよん! 〜納涼!節電!!廃隧道で夕涼み〜』（2011年8月13日　東京カルチャーカルチャー）
- 『廃道ナイト番外!! 現道も廃道もDVDも本もね!』（2013年3月23日　東京カルチャーカルチャー）

### テレビ・ラジオ
- 『熱中時間 忙中"趣味"あり』「廃道熱中人とけん玉熱中人」（2007年8月24日　NHK）
- 『出没!アド街ック天国』「横須賀」（2010年7月31日　テレビ東京）
- 『地球のしゃべり方』「横須賀トンネル巡りツアー」（2011年3月3日　TBS）
- 『湘南まるごと〜どっちすき!?』（2011年6月1日　ジェイコム湘南）
- 『ゴロウ・デラックス』「ディープでマニアックいま使われていない道」（2011年8月25日　TBS）
- 『タモリ倶楽部』「明日すぐ行ける日帰り廃道BEST3」（2012年10月20日、テレビ朝日）
- 『あっちマニア』「廃道マニア」（2013年9月14日、テレビ朝日）
- 『タモリ倶楽部』「トンネルを抜けるとそこはまたトンネルだった　横須賀トンネル天国を行く!!　(前編・後編)」（2013年10月4日・11日、テレビ朝日）
- 『安住紳一郎の日曜天国』ゲストdeダバダコーナー「廃道愛好家・平沼義之さん」（2013年11月10日、TBSラジオ）
- 『ワケあり!レッドゾーン』「ライセンスVS全国の廃道を命がけでめぐる男」（2014年8月22日、よみうりテレビ）
- 『車あるんですけど…?』（2017年7月16日他　テレビ東京)

### 映画
- 『THE OBROADERS オブローダー 廃道冒険家』（2014年）

### DVD
- 『廃墟賛歌 廃道クエスト Obroad Quest』（2013年　ハピネット）
- 『廃墟賛歌 廃道ビヨンド Obroad Beyond』（2014年　ハピネット）
- 『廃墟賛歌 廃道レガシイ Obroad Legacy』（2014年　ハピネット）